# Maksym Chudzicki
Maksym Chudzicki (* 24. Mai 1999) ist ein polnischer Paralympionik. Er trainiert Tischtennis bei KS Bronowianka Kraków und startet in Klasse 7.
Bei den Europameisterschaften 2019 in Helsingborg erreichte er den 3. Platz. Ebenfalls Bronze konnte er bei den Sommer-Paralympics 2020 in Tokio erspielen.